# Laurens Leve
Laurens Leve (auch Laurentius Levens; † 1508) war ein Staller der nordfriesischen Insel Strand. Bekannt ist er wegen seiner großzügigen geistlichen Stiftungen.

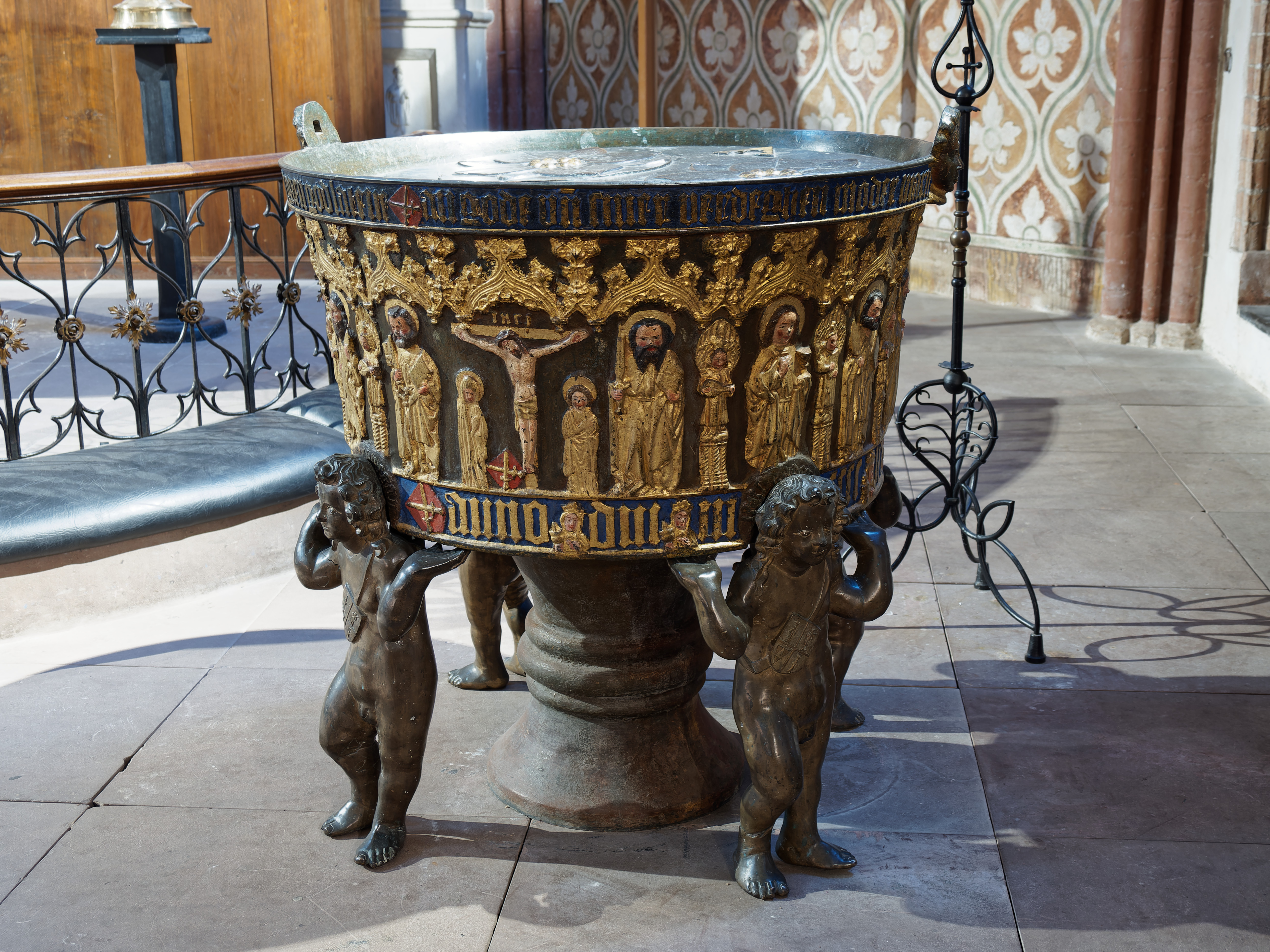
Das Taufbecken im Schleswiger Dom trägt gleich mehrfach das Wappen mit zwei gekreuzten Schwertern auf rotem Grund, das Laurens Leve 1461 verliehen wurde.

## Leben
Laurens Leve stammte aus der nordfriesischen Familie, die schon den ersten bekannten Staller der Uthlande gestellt hatte. Ihr Hof im Kirchspiel Morsum war bereits im 14. Jahrhundert mit Privilegien ausgestattet, die seine Besitzer dem Adel gleichstellten. Sein Vater Junge Leve († 1448) war seit 1436 Staller. Laurens Leve selbst war schon zu Lebzeiten seines Vaters ein angesehener Ratgeber. Wenn er auch erst 1452 in einer Urkunde des Papstes Pius II. ausdrücklich als Staller (advocatus seu capitaneus) bezeichnet wird, übernahm er das Amt wohl bereits gleich nach dem Tod seines Vaters. In diesem Jahr belehnte Herzog Adolf VIII. ihn mit den Steuereinnahmen von Morsum, vermutlich der Sold für den Staller.
1460 bestätigte der dänische König Christian I. als neuer Landesherr diese Belehnung. 1461, im Jahr nach dem Vertrag von Ripen, verlieh er Laurens Leve und dessen Bruder Junge Leve Levesen, der Ratsherr in Flensburg war, einen Wappenbrief, was gleichbedeutend war mit der Aufnahme in die Ritterschaft. Das Wappen zeigte zwei goldene, als Schragen gekreuzte Schwerter im roten Wappenschild. Wenig später kam Laurens Leve in Konflikt mit dem König, weil er sich weigerte, Steuern einzutreiben, die dazu dienen sollten, den Grafen Otto II. von Holstein-Pinneberg als letzten Vertreter der Grafen von Schauenburg und Holstein für den Verzicht auf das Herzogtum Holstein zu entschädigen. Dafür wurde er 1463 auf der Burg Gottorf festgesetzt und sein Schwiegersohn Edleff Knudsen an seiner Stelle als Staller eingesetzt. Die Nordstrander nahmen aber die vom König geschickten Steuereinnehmer gefangen. Im Austausch mit ihnen wurde Laurens Leve wieder freigelassen.
Als Gerd von Oldenburg, der Bruder des Königs, 1472 versuchte, die Westküste gegen Christian I. aufzuwiegeln, hielt Laurens Leve zum König und wurde dafür mit dem Landbesitz derjenigen Nachbarn belohnt, die sich dem Aufstand angeschlossen hatten. Er wurde auch wieder als Staller eingesetzt. Edleff Knudsen, der sich wohl Gerd angeschlossen hatte, wurde gevierteilt.
1495 wurde Laurens Leve als Staller abgesetzt, wobei die Umstände nicht ganz klar sind. Laut Anton Heimreichs Nordfresischer Chronik soll er das dem Bischof von Schleswig Eggert Dürkop gehörenden Süderholz annektiert haben. Vermutlich handelte es sich jedoch um weitreichendere Vergehen und Amtsmissbrauch, sowie Bereicherung bis hin zu ungerechtfertigten Hinrichtungen. Auch die Vernachlässigung einiger besonders gefährdeter Deiche gehörten zu den Anklagepunkten, einschließlich der Ausdeichung von Moorgebieten zur Salztorfgewinnung. Leve führte zu seinen Gunsten an, dass er nur wenige Jahre zuvor Pellworm, das durch eine schwere Sturmflut 1480 zerrissen worden war, neu befestigt habe. Er zog nach Flensburg, wo er 1504 als Ratsherr, wohl als Nachfolger seines Bruders, bezeugt ist.

## Familie und Geschäftsverbindungen
Vor 1450 heiratete Laurens Leve Eyge oder Ide Wunkesen († nach 1492). Sie war die Enkelin von Ebbe Wunkesen, der 1439 als Staller von Eiderstedt und Utholm erwähnt ist. Mit ihr hatte er vier Töchter und zwei Söhne. Laurens Leve der Jüngere ist 1522 als Staller erwähnt.
Der zweite Sohn Levo Leve (* ~1450) wurde Geistlicher. 1464 stiftete sein Vater für ihn eine Vikarie am Schleswiger Dom. 1465 immatrikulierte Levo sich an der Universität Rostock. 1468 erwarb Laurens Leve für den noch unmündigen Sohn das Anrecht auf geistliche Stellen. Levo Leve wurde Domherr in Schleswig und Lübeck und Pfarrherr (Pleban) der Lübecker Jakobikirche. 1468/69 wurde er in Rostock zum Bakkalar promoviert und 1471/72 zum Magister. In den 1470er Jahren hielt er sich zum Studium des Kirchenrechts in Perugia auf, das er mit der Promotion zum Doctor abschloss. Dort ging er eine Gesellschaft mit dem Drucker Steffen Arndes ein.

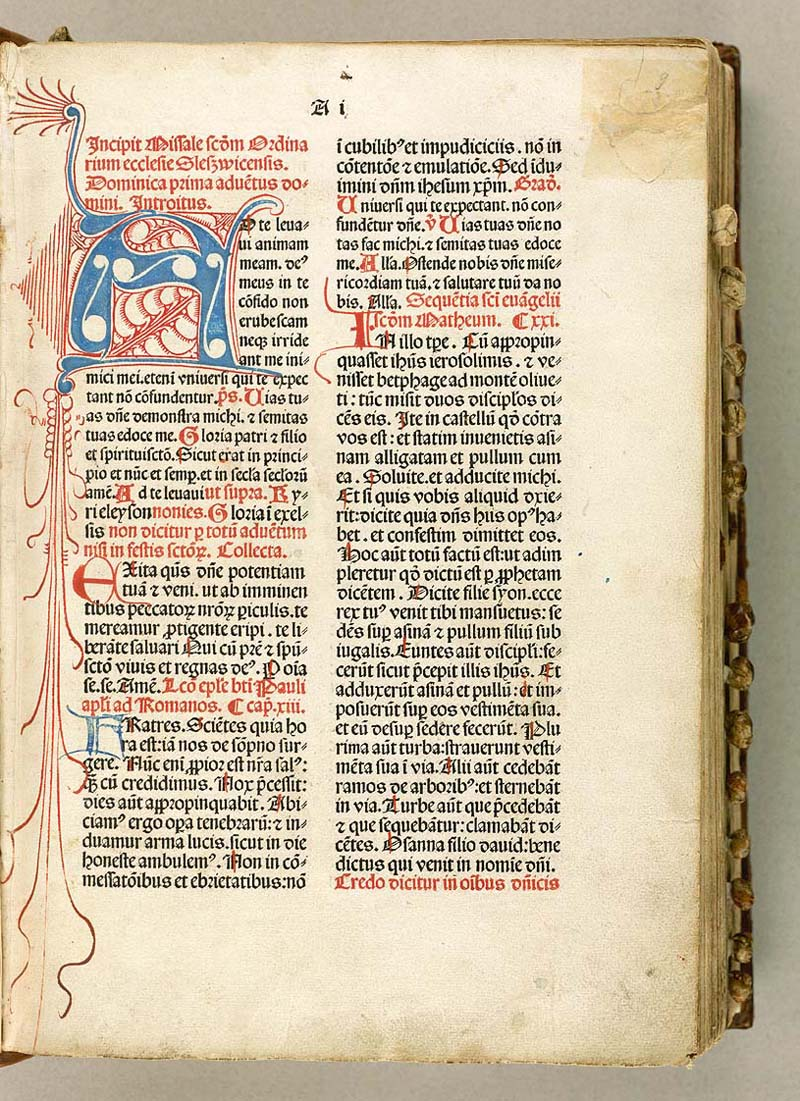
Erste Seite des von Leve finanzierten Missale Slesvicense mit dem Proprium für den 1. Adventssonntag

In Lübeck begegnete Levo Leve um 1485 dem Drucker wieder und vermittelte ihn an seinen Vater, der Arndes mit dem Druck des Missale Slesvicense beauftragte. Laurens Leve und Steffen Arndes gingen eine Gesellschaft ein, wobei Levo Leve als Bevollmächtigter seines Vaters auftrat. Leve übernahm dabei die Kosten des Drucks und finanzierte auch die Einrichtung des Offizins. 1494 wurde diese Gesellschaft in gegenseitigem Einvernehmen aufgelöst. Als Teil des im Lübecker Niederstadtbuch beurkundeten Auflösungvertrages erhielt Arndes die Werkstatt mit allem Zubehör, Laurens Leve aber 37 Papier- und fünf Pergament-Exemplare des Missale in Rohbögen, 90 gebundene Exemplare des ebenfalls von Arndes gedruckten Breviarium Slesvicense sowie 400 Exemplare des Plenars im Wert von insgesamt rund 700 Lübische Mark. Weitere je 1000 Exemplare des Plenars sowie einer wohl niederdeutschen Ausgabe der Legenda aurea überließ Arndes den Leves 1498.
Gleich zwei von Laurens Leves Töchtern heirateten in das Lübecker Patriziat ein: Anneke ehelichte den Lübecker Bürgermeister Johann Wickinghof. Ihr Sohn war der Lübecker Ratsherr Lambert Wickinghof. Katharina († 1519) wurde die Ehefrau von Johann Lüneburg, wie auch Wickinghof Mitglied der Zirkelgesellschaft. Als Witwe wandte sie sich dem  St.-Johannis-Kloster zu und wurde unter einer dokumentierten, aber nach dem Abbruch der Klosterkirche 1806 nicht mehr erhaltenen steinernen Wappengrabplatte mit dem Levenschen Wappen bestehend aus den zwei gekreuzten Schwertern im Wappenschild im Chor der Klosterkirche begraben.

## Geistliche Stiftungen
Neben den Vikarienstiftungen und den Investitionen für den Druck geistlicher Werke finanzierte Laurens Leve auch Kirchenbauten und stiftete kostbares Inventar für mehrere Kirchen. An die Alte Kirche von Pellworm ließ er eine Kapelle anbauen, die Kirche in seinem Heimatsort Morsum ließ er 1475 sogar ganz neu aufbauen. Er spendete Abendmahlskelche für beide Kirchen und von Hinrich Klinghe geschaffene Bronzefünten für Morsum, Buphever und den Schleswiger Dom (1480) und eine Glocke für Stintebüll. Nach der Burchardiflut gelangte das Taufbecken aus Buphever in die Pellwormer Alte Kirche, wo es sich noch heute befindet; das aus Morsum kam nach Nordstrandischmoor, ging aber wohl in der Weihnachtsflut 1717 verloren. Der Kelch, der ebenfalls von Morsum nach Nordstrandischmoor kam, wurde nach dem Untergang der letzten dortigen Kirche in der Februarflut 1825 ins Dänische Nationalmuseum nach Kopenhagen gebracht.